# Kaple Nejsvětější Trojice (Sedlec)
Kaple Nejsvětější Trojice v Praze-Sedlci byla postavena v roce 1725 na náklady staroměstského měšťana F. J. Masera, který byl nájemcem sedleckého hospodářství, a jeho manželky Terezie. Barokní kaple má mansardovou střechu se zděnou vížkou v průčelí. Interiér je vyzdoben pilastry se štukovými hlavicemi, klenba je opatřena stropními malbami. Pod oltářním obrazem Všech svatých se nachází obraz Nejsvětější Trojice v barokním rámu s dřevěnými sochami klečících andělů po stranách.